# Auguste Godinet
Auguste Godinet (Genebra, 30 de janeiro de 1853 — Lyon, 1 de março de 1936) foi um velejador francês, medalhista olímpico. Ele competiu nas provas de classe 2 – 3 Ton realizadas nos Jogos Olímpicos de Verão de 1900, conquistou a medalha de prata tanto na primeira quanto na segunda corrida disputada a bordo do Favorite 1 ao lado de Jacques Doucet, Léon Susse e Henri Mialaret.
Ele foi o principal idealizador das classes de tonelada, divisão feita para categorizar os veleiros de competição por tonelagem por meio de uma fórmula conhecida como regra Godinet.